# Paraphrodes flavigera
Paraphrodes flavigera är en insektsart som beskrevs av Evans 1955. Paraphrodes flavigera ingår i släktet Paraphrodes och familjen dvärgstritar. Inga underarter finns listade i Catalogue of Life.